# 滝雅美
滝 雅美（たき まさみ、1972年6月28日 - ）は、東京都出身の元サッカー選手、サッカー指導者。

## 来歴
中京大学在学時にサッカー選手としてプレーしていた。1995年から2001年までセレッソ大阪アカデミーでコーチを務める。その後、FC琉球ユース監督を経て、2009年にタイ・ホンダFCの監督に就任。タイ・リーグ史上初の日本人監督となる。2010年に一度退任するが、2014年に再びタイ・ホンダFC監督に就任。2016年、監督を退任し、ゼネラルマネージャーに就任。。2017年、タイ・ホンダを退団。その後は2017年にパタヤ・ユナイテッドFCのゼネラルマネージャー、2018年に藤枝MYFCの強化部兼アカデミーダイレクター、2019年にセレッソ大阪サッカースクールのコーチを歴任する。
2019年12月11日、タイ・リーグ1優勝クラブのチェンライ・ユナイテッドFCの監督に就任。海外のクラブを率いてAFCチャンピオンズリーグを戦う初の日本人監督となった。しかしリーグ2位につけていたにも関わらず、権限、役割、責任などの面で条件が折り合わず、同年10月に契約満了でクラブを退団。
2020年11月、タイ・リーグ1で最下位に低迷していたラヨーンFCの監督に就任した。
2021年3月30日、PTプラチュワップFC監督に就任。しかし、2021-22シーズンのタイ・リーグ1で13試合を終えて2勝3分9敗で降格圏の14位に沈んでいることから11月15日に解任された。